# Tanytarsus hamatus
Tanytarsus hamatus är en tvåvingeart som beskrevs av Reiss 1972. Tanytarsus hamatus ingår i släktet Tanytarsus och familjen fjädermyggor. Inga underarter finns listade i Catalogue of Life.